# Silba denticulata
Silba denticulata är en tvåvingeart som beskrevs av Macgowan 2005. Silba denticulata ingår i släktet Silba och familjen stjärtflugor. Inga underarter finns listade i Catalogue of Life.